# New Zealand State Highway 29
Der New Zealand State Highway 29 (auch State Highway 29 oder in Kurzform SH 29) ist eine Fernstraße von nationalem Rang auf der Nordinsel von Neuseeland.

## Strecke
Der SH 29 beginnt am New Zealand State Highway 1 südlich der Ortschaft Piarere nahe dem Waikato River. Von dort führt er entlang dem Waitoa River in nordöstlicher Richtung bis nach Hinuera und von dort in östlicher Richtung im Süden an Matamata vorbei bis an die Westflanke der Kaimai Range. Auf diesem Weg kreuzt er den New Zealand State Highway 27 sowie Enden des New Zealand State Highway 24 und des New Zealand State Highway 28. Der SH 29 überquert die Kaimai Range in nordöstlicher Richtung und führt weiter bis nach Tauranga an der Bay of Plenty, wo er am New Zealand State Highway 2 endet.